# Letnie Mistrzostwa Świata Juniorów w Narciarstwie Alpejskim 2017
28. Letnie Mistrzostwa Świata Juniorów w Narciarstwie Alpejskim odbyły się w dniach 29 sierpnia – 1 września 2017 we włoskim Sauris. Były to siódme w historii mistrzostwa juniorów rozegrane we Włoszech.

## Wyniki kobiet

### Gigant
- Data: 29 sierpnia 2017

| Pozycja | Zawodniczka        | Narodowość | Wynik   | Strata |
| ------- | ------------------ | ---------- | ------- | ------ |
| złoto   | Chisaki Maeda      | Japonia    | 1:12.61 | -      |
| srebro  | Kristin Hetfleisch | Austria    | 1:13.16 | + 0.55 |
| brąz    | Minori Tamura      | Japonia    | 1:14.27 | + 1.66 |
| 4.      | Marino Maeda       | Japonia    | 1:14.40 | + 1.79 |
| 5.      | Adela Kettnerova   | Czechy     | 1:14.70 | + 2.09 |
| 6.      | Nikola Fricova     | Słowacja   | 1:16.37 | + 3.76 |
| 7.      | Ambra Gasperi      | Włochy     | 1:16.73 | + 4.12 |
| 8.      | Karolina Rasovska  | Czechy     | 1:16.85 | + 4.24 |
| 9.      | Tilda Nord         | Szwecja    | 1:17.39 | + 4.78 |
| 10.     | Dominika Dudikova  | Czechy     | 1:17.67 | + 5.06 |

### Slalom
- Data: 30 sierpnia 2017

| Pozycja | Zawodniczka        | Narodowość | Wynik   | Strata  |
| ------- | ------------------ | ---------- | ------- | ------- |
| złoto   | Chisaki Maeda      | Japonia    | 1:12.78 | -       |
| srebro  | Adela Kettnerova   | Czechy     | 1:14.36 | + 1.58  |
| brąz    | Kristin Hetfleisch | Austria    | 1:15.12 | + 2.34  |
| 4.      | Marino Maeda       | Japonia    | 1:17.45 | + 4.67  |
| 5.      | Nikola Fricova     | Słowacja   | 1:18.72 | + 5.94  |
| 6.      | Dominika Dudikova  | Czechy     | 1:21.36 | + 8.58  |
| 7.      | Ambra Gasperi      | Włochy     | 1:22.54 | + 9.76  |
| 8.      | Minori Tamura      | Japonia    | 1:23.77 | + 10.99 |
| 9.      | Tilda Nord         | Szwecja    | 1:31.98 | + 19.2  |
| 10.     | Chiara Milesi      | Włochy     | 1:35.33 | + 22.55 |

### Superkombinacja
- Data: 31 sierpnia 2017

| Pozycja | Zawodniczka           | Narodowość | Wynik   | Strata  |
| ------- | --------------------- | ---------- | ------- | ------- |
| złoto   | Adela Kettnerova      | Czechy     | 1:08.45 | -       |
| srebro  | Minori Tamura         | Japonia    | 1:08.50 | + 0.05  |
| brąz    | Kristin Hetfleisch    | Austria    | 1:08.97 | + 0.52  |
| 4.      | Karolina Rasovska     | Czechy     | 1:10.90 | + 2.45  |
| 5.      | Nikola Fricova        | Słowacja   | 1:11.17 | + 2.72  |
| 6.      | Margherita Mazzoncini | Włochy     | 1:11.58 | + 3.13  |
| 7.      | Ambra Gasperi         | Włochy     | 1:13.02 | + 4.57  |
| 8.      | Dominika Dudikova     | Czechy     | 1:14.24 | + 5.79  |
| 9.      | Chisaki Maeda         | Japonia    | 1:18.54 | + 10.09 |
| 10.     | Chiara Milesi         | Włochy     | 1:23.70 | + 15.25 |

### Supergigant
- Data: 1 września 2017

| Pozycja | Zawodniczka           | Narodowość | Wynik | Strata |
| ------- | --------------------- | ---------- | ----- | ------ |
| złoto   | Chisaki Maeda         | Japonia    | 37,26 | -      |
| srebro  | Adela Kettnerova      | Czechy     | 37,30 | + 0,04 |
| brąz    | Kristin Hetfleisch    | Austria    | 37,79 | + 0,53 |
| 4.      | Minori Tamura         | Japonia    | 37,96 | + 0,7  |
| 5.      | Marino Maeda          | Japonia    | 38,20 | + 0,94 |
| 6.      | Karolina Rasovska     | Czechy     | 38,71 | + 1,45 |
| 7.      | Nikola Fricova        | Słowacja   | 39,40 | + 2,14 |
| 8.      | Tilda Nord            | Szwecja    | 39,46 | + 2,2  |
| 9.      | Ambra Gasperi         | Włochy     | 39,63 | + 2,37 |
| 10.     | Margherita Mazzoncini | Włochy     | 40,00 | + 2,74 |

## Wyniki mężczyzn

### Gigant
- Data: 29 sierpnia 2017

| Pozycja | Zawodnik          | Narodowość | Wynik   | Strata |
| ------- | ----------------- | ---------- | ------- | ------ |
| złoto   | Martin Bartak     | Czechy     | 1:09.74 | -      |
| srebro  | Davide Saviane    | Włochy     | 1:11.19 | + 1.45 |
| brąz    | Genki Arai        | Japonia    | 1:11.36 | + 1.62 |
| 4.      | Jonas Koehler     | Niemcy     | 1:12.19 | + 2.45 |
| 5.      | Jakub Sevcik      | Czechy     | 1:12:55 | + 2.81 |
| 6.      | Vaclav Macat      | Czechy     | 1:12.75 | + 3.01 |
| 7.      | Roland Schloegl   | Austria    | 1:12.77 | + 3.03 |
| 8.      | Filippo Zamboni   | Włochy     | 1:13.25 | + 3.51 |
| 9.      | Nicolo Schiavetti | Włochy     | 1:13.41 | + 3.67 |
| 10.     | Daniele Buio      | Włochy     | 1:13:64 | + 3.90 |

### Slalom
- Data: 30 sierpnia 2017

| Pozycja | Zawodnik        | Narodowość | Wynik   | Strata |
| ------- | --------------- | ---------- | ------- | ------ |
| złoto   | Martin Bartak   | Czechy     | 1:11.40 | -      |
| srebro  | Roland Schloegl | Austria    | 1:12.83 | + 1.43 |
| brąz    | Jonas Koehler   | Niemcy     | 1:13.36 | + 1.96 |
| 4.      | Davide Saviane  | Włochy     | 1:13.57 | + 2.17 |
| 5.      | Adam Masar      | Słowacja   | 1:13.65 | + 2.25 |
| 6.      | Vaclav Macat    | Czechy     | 1:13.69 | + 2.29 |
| 7.      | Elias Herrmann  | Niemcy     | 1:13.76 | + 2.36 |
| 8.      | Jakub Sevcik    | Czechy     | 1:13.83 | + 2.43 |
| 8.      | Filip Machau    | Czechy     | 1:13.83 | + 2.43 |
| 10.     | Genki Arai      | Japonia    | 1:13.87 | + 2.47 |

### Superkombinacja
- Data: 31 sierpnia 2017

| Pozycja | Zawodnik        | Narodowość | Wynik   | Strata |
| ------- | --------------- | ---------- | ------- | ------ |
| złoto   | Martin Bartak   | Czechy     | 1:04.07 | -      |
| srebro  | Davide Saviane  | Włochy     | 1:06.23 | + 2.16 |
| brąz    | Roland Schloegl | Austria    | 1:06.62 | + 2.55 |
| 4.      | Jonas Koehler   | Niemcy     | 1:06.74 | + 2.67 |
| 5.      | Vaclav Macat    | Czechy     | 1:06.76 | + 2.69 |
| 6.      | Jakub Sevcik    | Czechy     | 1:06.80 | + 2.73 |
| 7.      | Jan Borak       | Czechy     | 1:06.93 | + 2.86 |
| 7.      | Genki Arai      | Japonia    | 1:06.93 | + 2.86 |
| 9.      | Adam Masar      | Słowacja   | 1:07.26 | + 3.19 |
| 10.     | Elias Herrmann  | Niemcy     | 1:07.43 | + 3.36 |

### Supergigant
- Data: 1 września 2017

| Pozycja | Zawodnik        | Narodowość | Wynik | Strata |
| ------- | --------------- | ---------- | ----- | ------ |
| złoto   | Martin Bartak   | Czechy     | 36.72 | -      |
| srebro  | Davide Saviane  | Włochy     | 36.75 | + 0.03 |
| brąz    | Genki Arai      | Japonia    | 37.37 | + 0.65 |
| 4.      | Jonas Koehler   | Niemcy     | 37.45 | + 0.73 |
| 5.      | Roland Schloegl | Austria    | 37.48 | + 0.76 |
| 6.      | Filip Machu     | Czechy     | 37.62 | + 0.90 |
| 7.      | Vaclav Macat    | Czechy     | 37.80 | + 1.08 |
| 8.      | Filippo Zamboni | Włochy     | 37.86 | + 1.14 |
| 9.      | Jan Borak       | Czechy     | 38.02 | + 1.30 |
| 10.     | Daniele Buio    | Włochy     | 38.05 | + 1.33 |